# Maria Adler
Maria Adler (født 28. maj 1992 i Lund) er en tidligere svensk håndboldspiller der senest spillede for slovenske RK Krim. Hun har tidligere spillet i svensker Lugi HF og danske Odense Håndbold. Hun var med til at vinde VM-guld med det svenske U/20-landshold i 2012.